# 松岡紀雄
松岡 紀雄（まつおか としお、1940年9月14日 - ）は、日本の経営学者。神奈川大学名誉教授。専門は、海外広報論、企業市民論、英文出版・編集、アメリカ社会事情、ボランティア論、市民協働。「企業市民」の提唱者。英文国際比較統計集「Japan 1980」シリーズの生みの親。「松岡紀雄の公式YouTube」に、本人が80歳を超えて作成したスライド471枚、４時間24分のナレーションで構成するユニークな自分史、「自分勝手な記憶で綴るスライド自叙伝－松岡紀雄の80年の歩み」を公開。

## 人物
愛媛県松山市出身。1964年京都大学法学部卒業後、松下電器産業(株)（現パナソニック）入社。松下幸之助の下でアメリカPHP研究所初代代表や英文国際版PHP編集長等を歴任。(財)経済広報センター主任研究員を経て、神奈川大学経営学部創設にかかわり、同学部及び同大学院経営学研究科教授。
英文国際比較統計集『Japan 1980』シリーズの生みの親で、「企業市民」の提唱者。『海外広報の時代－英文出版の手引き』や『ボランティアを高く評価する社会』の著者。第4回企業広報功労者賞受賞。公益社団法人日本フィランソロピー協会顧問、一般社団法人日本住育協会特別顧問を務める。
- 大学の要職は以下である。神奈川大学学長補佐、同学校法人評議員
- 審議委員の要職は以下である。神奈川県のかながわボランタリー活動推進基金21審査会長、かながわ協働推進協議会座長、横須賀市、平塚市、小田原市、綾瀬市等各市の市民協働審議会委員長、平塚市総合計画審議会会長、二宮町総合計画審議会会長、平塚市情報化プラン策定委員会委員長
- 一般社団法人全国信用金庫協会監事、安田生命保険相互会社社員総代・評議員、明治安田生命保険相互会社社員総代選考委員会委員
- ボランティア活動評価・表彰研究会幹事長、外務省関連の海外広報誌評価委員会座長、国際交流基金出版・翻訳援助選定委員会委員、原子力防災小委員会委員、原子力災害時における住民行動マニュアルのあり方検討委員会委員長、日本NPO学会賞選考委員長、英文広報刊行物コンクール審査員、企業メセナ大賞選考委員、企業フィランソロピー大賞選考委員、信用金庫社会貢献賞選考委員、公益財団法人さわやか福祉財団評議員、公益社団法人日本フィランソロピー協会理事、公益財団法人公益法人協会理事、公益財団法人公益法人協会「『東日本大震災』被害者緊急支援のための救援基金」配分委員会委員長、財団法人国際ボランティア貯金普及協会評議員、ＮＰＯ法人住育コミュニティ協会理事、湘南ジュニア室内合奏団初代団長、ねむの木の子どもたちとまり子美術展実行委員会代表幹事などを歴任[1]。

## 経歴
- 1940年9月14日 愛媛県松山市に生まれる。紀元2600年生まれであることから、紀雄（としお）と名付けられる。
- 1945年7月26日 深夜、米軍機B-29の松山大空襲により、一晩で市内が焼け野原と化す。焼夷弾が雨のように落下してくるなかを、母の背に負われて逃げる。現在の伊予市で疎開生活を送り、田植えや稲刈りを体験。
- 1947年4月 疎開先の伊予小学校に入学。
- 1948年4月 松山市内に戻り、愛媛大学教育学部附属小学校に入学。校舎は焼け跡に建てられたバラックで、教室が足りないため二部授業が行われ、曜日によっては午後になって登校。
- 1953年4月 愛媛大学教育学部附属中学校に入学。
- 1956年4月 愛媛県立松山北高等学校に入学。
- 1960年4月 京都大学法学部に入学。1年次からアルバイトを兼ねて学生サークル「親学会」に所属。受験生のための添削指導や模擬試験を実施。経理部長を務めるなかで、簿記・会計の実務を修得。3年次より、後に最高裁判所判事に就任し文化勲章の受章者ともなる商法の権威・大隅健一郎のゼミに入り、指導を受ける。
- 1964年4月 松下電器産業(株)（現パナソニック）に入社。本社研修の後、コイル工場にて1ヵ月間の製造実務研修、東京都内の販売店2点にて計2ヵ月余の店頭実習。この間に鎌倉円覚寺に宿泊し、管長の朝比奈宗源の指導で座禅体験。
- 1964年10月 松下電子工業(株)経理部－証券不況の深刻化により新入社員の研修期間が延長となる。「経理社員」の指名を受けて、オランダのフィリップス社との合弁会社である電子工業経理部にて研修を続けるが、そのまま同経理部監査課に正式配属となる。
- 1966年2月 (株)PHP研究所に出向。松下幸之助がPHP研究所を創設したのは敗戦直後の1946年、月刊誌PHPを創刊したのは翌1947年4月に遡る。松下電器の社長を退き、証券不況への対応が一段落したのを機に、松下はPHP活動に本格的に取り組むことを決意。そのための若手スタッフのひとりとして、突然PHP研究所への出向を命じられる。真々庵の座敷で向かい合った初対面の松下から、「キミは本来松下電器に入ったのだから、3年間だけ修行と思ってPHPで頑張ってくれ。その後、キミもさらにPHPで働きたい、ボクもやってほしいと思ったら、続けて頑張ってもらおう」と言われる。
- 1970年3月 PHP研究所ニューヨーク事務所長－英文国際版PHP誌創刊（編集・制作は東京）を前に渡米。PHP研究所ニューヨーク事務所を開設、初代事務所長に就任。松下からニューヨーク駐在を命じられた折、「私には十分な英語力がありません」と訴えるが、「ボクは、キミにアメリカ人に英語を教えに行けと言っているのではない。キミの目でアメリカを見てきてくれ」と言われる。
- 1970年10月 (株)アメリカPHP研究所代表－英文国際版PHP誌の創刊を機に、月刊誌の販売活動も行うため、駐在員事務所から現地法人に移行、初代代表に就任。
- 1973年(昭和48年)2月 イタリア、スイス、フランス、イギリスを経由して帰国。ロンドンでは、20世紀最高の歴史学者として名高いアーノルド・J・トインビー（当時83歳）の自宅を訪問、インタビュー。
- 1973年3月 (株)国際PHP研究所総務担当（事務所は、浜松町の世界貿易センタービル）。
- 1973年10月 (株)国際PHP研究所代表取締役兼英文国際版PHP編集長－病床の松下から代表取締役と編集長就任を指示された折、「私には編集長がつとまるような英語力はありません」と訴えるが、「ボクも、電気のことがすべてわかって電気会社の社長を勤めてきたわけじゃない。分からないことは、分かった人に教えてもらったらええねん」と諭される。事業が拡大し事務所が手狭になったことから、六本木のロアビル9階に移転。
- 1977年5月 松下電器に復帰、東京支社海外助成担当課長－副社長の補佐として、日米財界人会議や日米欧委員会の総会にオブザーバーとして参加。ハーバード大学ケネディスクール・オブ・ガバメントの学部長グレアム・アリソンの招きを受け、同大学の卒業式にゲストとして参列。ASPEN人文研究所の第1回セミナーに招待参加。
- 1980年2月 (財)経済広報センター主任研究員－1970年代後半に入っての厳しい経済摩擦、対日批判を背景に、1978年に経団連が(財)経済広報センターを創設した。有力企業にスタッフの派遣を求めるという小さな新聞記事を見て、松下の了承を得て出向したのは1980年2月。当初2年の予定の出向は6年に及んだ。
  - この間、英文国際比較統計集『Japan 1980』シリーズを創刊、5年間にわたって編纂するが、西ドイツの元首相ヘルムート・シュミットから「サミットには全員がこの統計集を手に集まろう」と言われるほど高い評価を受け、隠れたベストセラーと呼ばれた。
  - 企業や経済団体の発行する英文広報誌紙の質向上の必要性を痛感し、英文広報刊行物コンクールを開催するとともに、手引き書『海外広報の時代－英文出版の手引き』を執筆、刊行。博報堂発行の機関紙の書評の冒頭に、「これは素晴らしい本である」と書かれる。
  - 国際的な舞台に堂々と英語で講演や討論のできる人材を送り出すことの重要性を訴え、スピーカーズ・ビューローの看板を掲げるとともに、月刊誌『Speaking of Japan』を創刊。参考となる英語による日本関連のスピーチを収録して紹介。
  - 如何に価値ある英文広報誌が制作されても、しかるべき諸外国のオピニオンリーダーの元に届けられなければ意味がないことを訴え、米国を中心に各国のリーダー12,000名の名簿を独自に作成、コンピュータで管理。
  - 欧米を中心に、報道関係者や社会科教師、政治家等を招聘、日本国内を案内して相互理解の促進に努める。1982年には、米国社会科教師20名を郷里の松山に案内。
  - 企業、経済団体の関係者を対象に、「海外広報」の重要性と、効果的な取り組み方を訴えるため、「海外広報セミナー」や「海外広報フォーラム」を開催。
  - アメリカやヨーロッパの企業広報やPR会社事情視察ツアーを企画、企業関係者を案内。
- 1986年2月 松下電器に復帰、松下電器貿易(株)企画部東京駐在－オランダの有力紙1面に厳しい対日批判記事が掲載されたのを憂慮したフレデリック・フィリップス（元フィリップス社会長）の提案を受け、藤田幸久（現参院議員）らとともに賀来龍三郎（当時キヤノン会長）や山下俊彦（当時松下電器相談役）に呼びかけ、日米欧コー円卓会議に参画。
- 1987年8月 神奈川大学国際経営研究所主任研究員・教授に就任。神奈川大学経営学部創設に際して、日本の大学初の「海外広報論」を開講してほしいとの要請を受け、転身を決意。
- 1990年10月 神奈川大学経営学部教授に就任。大学では「海外広報論」のほか、「企業市民論」「ボランティア論」「NPOマネジメント」「北米圏事情」「経営環境概論」「起業学入門」「速読法入門」などを担当。3、4年次のゼミ(演習）に関しては、19期生まで迎え入れ、総勢300名を超える。松岡ゼミのOB会も毎年開催、互いの交流促進を図る。ゼミ生のキャンパス外での活動にも力を入れ、平塚市内中心商店街のホームページ制作、土屋地区のホームページ開設、地元小学校やお寺と連携した「21世紀型寺子屋」、ひらつか七夕祭りと連動した「地域通貨タナー」の計画などに取り組む。学校法人の評議員を務めるほか、学長補佐も務める。
- 2011年4月 神奈川大学名誉教授となる。3月の定年退職を前に、横浜キャンパスのセレストホールにて最終講義「松下幸之助から学びて、いま思う日本の行く末」を開催。一般の聴衆、460名が来聴。定年退職後も3年間にわたって非常勤講師を務める。
- 2014年3月 ねむの木の子どもたちとまり子美術展実行委員会代表幹事に就任。肢体不自由児養護施設ねむの木学園を創設した園長の宮城まり子との40年余の縁から、個人を中心に各人1万円の協賛を呼びかけ、総額1,032万円の協賛金を得て美術展を開催。上皇后美智子も鑑賞。11日間の入場者は1万2000名。入場料収入を合わせて経費を支払った後、残額400万円をねむの木学園に寄付[2][3][4][5]。

## 著書
- 英文国際比較統計集『Japan 1980』シリーズ（(財)経済広報センター、1980〜1985年）
- 『海外広報の時代－英文出版の手引き』（(財)経済広報センター、1982年）
- 『海外広報－政府と企業の緊急課題』（共著、有斐閣、1986年）
- 『コミュニティ・リレーションズ－米国地域社会の”よき企業市民”として』（日本在外企業協会、1988年）
- 『企業の意識改革－社会の中の企業を考える』（共著、ダイヤモンド社、1989年）
- 『海外企業の社是・社訓』（共著、日本生産性本部、1991年）
- 『企業と文化の対話』（共著、東海大学出版会、1991年）
- 『企業市民の時代』（日本経済新聞社、1992年）
- 『わかりやすいフィランソロピー』（共著、経済法令研究会、1993年）
- 『日本を考える200人の直言』（共著、産経新聞編、東洋堂、1994年）
- 『高齢化社会の地域と企業』（共著、同文館、1994年）
- 『トップが語る企業経営と社会貢献』（編著、日本貿易振興会、1995年）
- 『ボランティアを高く評価する社会』（本の時遊社、1996年）
- 『フィランソロピー入門』（共著、高橋陽子編著、日本フィランソロピー協会、1997年）
- 『企業の発展と広報戦略－50年の歩みと展望』（共著、日経BP企画、1998年）

## 小論文・エッセー
- 「トインビー博士に聞く」『ＰＨＰ』1973年10月号
- 「ローマクラブ創設者ペッチェイ博士に聞く」『ＰＨＰ』1974年2月号
- 「私のトインビー発見－訪ねてきた青年」『現代とトインビー』No.31、1975年10月号
- 「アメリカ社会から何を学ぶか？　ロッキード事件から子供のしつけまで」『ＰＨＰインタナショナル』1975年
- 「日本には政治がない！？」『ＰＨＰインタナショナル』1976年春季号
- 「スピーカーズ・ビューロー開設－"Speaking of Japan"を創刊」『経済広報センターだより』1980年11月号
- 「海外における広報活動の実態」『'81パブリシティ年鑑』サンケイマーケティング、1980年12月
- 「英文広報刊行物コンクール－世界に向けての顔と心」『経済広報センターだより』1981年1月号
- 「100対1の情報輸入過剰を解消せよ！－根強い日本誤解、偏見、批判をかわす道」『週刊ダイヤモンド』1981年2月7日号
- 「"Japan 1980"の教訓」『経済広報センターだより』1981年3月号
- 「アメリカ議会と法案審議のしくみ」『経済広報センターだより』1981年3月号
- 「スピーチ道」『Asahi Business』1981年5月2日
- 「トヨタへのアドバイス－氷河時代のマンモスにならないために」『トヨタ社内報』1981年8月号
- 「国際比較データ『JAPAN 1981』－国際化は相互理解の基盤づくりから」『週刊ダイヤモンド』1981年10月24日号
- 「"コミュニケーション"力」『通産省公報』1982年1月5日
- 「いま、日本企業は世界になにをどうアピールすべきか」＜後藤光彌氏、杉田敏氏と鼎談＞『Tradepia』1982年2月号
- 「貿易と海外広報」『日本貿易会月報』1982年3月号
- 「海外広報時代の幕あけ－日本人の真価が問われる時代に」『東洋経済統計月報』1982年4月号
- 「経済摩擦と海外広報」『PRSJ会報』（日本パブリックリレーションズ協会）1982年6月20日号
- 「日本人の常識－９つのウソと1つのホント－国際比較データが示すニッポンの実像」『週刊ダイヤモンド』1982年10月9日

号
- 「海外広報の時代―"海外広報学"の提唱」『月刊ペン』1982年12月号
- 「第3回英文広報刊行物コンクールについて」『PR環境情報』電通PRセンター、1982年12月
- 「第3回英文広報刊行物コンクール－意思伝達の原点は手紙」『経済広報センターだより』1983年1月号
- 「孤立無援"ニッポン株式会社"国際化への錯覚－スピーカー型からコミュニケーター型へ転換せよ」『週刊ダイヤモンド』1983年1月1日号
- 「PRニュース200号記念－私の関心事あ・れ・こ・れ」『PRニュース』1983年1月1日号
- 「見直そう世界の中の日本－いま海外広報の時代」＜毎日新聞創刊110周年記念特別座談会＞『毎日新聞』1983年2月22日
- 「アメリカにおける"広報"の現状と日本企業の対応」『東洋経済統計月報』1983年3月号
- 「アメリカにおける"広報"の現状と日本企業の対応」『経済広報センターだより』1983年3月号
- 「企業の海外広報の留意点」『'83パブリシティ年鑑』サンケイマーケティング、1983年3月
- 「日本の海外広報－何をどう知らせるか」＜討論集会No.63＞尾崎行雄記念財団、1983年3月
- 「貿易と海外広報」（再録）『日本貿易会月報』1983年7月臨時増刊号
- 「海外広報―この10年の回顧と展望」『企業環境』創立10周年記念特別号、財団法人国民経済研究協会、1983年9月
- 「いかにして知らせるか－情報化社会に求められる『広報』の水準」＜竹村健一氏と対談＞『月刊世相』1983年9月号
- 「日の丸を意識しないPRを！－最近の国際環境とこれからの広報活動」＜座談会＞『ブレーン』1983年9月号
- 「日米郵便事情」『経済広報センターだより』1984年2月号
- 「文化交流のこころ」『広告月報』1984年2月号
- 「日本の国際ＰＲ－８つの課題」『日経広告研究所報』1984年3月号
- 「米国の広報活動に学ぶ」『経営コンサルタント』1984年3月号
- 「アメリカ人の奉仕精神」『知識』1984年春季号
- 「第1回海外広報フォーラム－今度はトップに参加してほしい」『経済広報センターだより』1984年4月号
- 「日本外交に注文する－総理大臣の手紙」『世界の動き』1984年7月号
- 「もう一つの歴史教科書問題－"物づくりが上手な国民"だけでよいのか」『小学校時報』1984年8月号
- 「"もの""情報"のつぎは"人"の国際化だ」＜長谷川慶太郎・白井健策氏と鼎談＞『Business View』1984年9月号
- 「"国際対話の友"英文統計集－日本への誤解とく比較データ編纂」『日本経済新聞』1984年10月6日
- 「日本を10倍楽しむ英語の本2冊」『Next』1985年2月号
- 「国際化への忘れ物」『知識』1985年4月号
- 「第10回PR世界大会に参加して」『PRSJ会報』No.31、日本PR協会、1985年11月
- 「一通の手紙、一杯のコーヒー」『CUE』1986年5～6月号
- 「時間とのつきあい方」『安田生命社報』1986年6月号
- 「問われる海外広報のあり方とその効果的実践論」『Global Age』1986年7月号
- 「米国で日本企業は多くの角度から監視、評価されている」『Media Info』1987年1～2月号
- 「国際化は人づくりから－人事担当者に聞く企業留学の現状と展望」（パネル討論収録＞『CROSS AND TALK』1987年2月号
- 「アメリカの企業広報」＜3回連載＞『経済広報センターだより』1987年3～5月号
- 「経済摩擦で問われているのは日本人の生きざま」『Business Research』1987年4月号
- 「世界と共存共栄の理念確立を」＜座談会＞『経済広報センターだより』1987年6月号
- 「日本人に求められる国際感覚」『関西経協』1987年9月号
- 「企業のリスク・マネジメントと海外広報」『企業環境』1987年9月号、財団法人国民経済研究協会
- 「このままでは日系企業は危ない－米国地域社会の現状と問題」『総友』1989年1月号
- 「ワシントンで考えた日本の対米広報」『経済広報センターだより』1989年2月号
- 「CCなくして平安なし－徹底検証今なぜCCなのか？」『TOEIC FRIENDS』1989年4月号
- 「松下幸之助に学ぶ出向の心得」『実業の日本』1989年9月15日号
- 「座談会－トヨタにおける海外寄付活動」（富永素右トヨタ自動車海外広報部長、中村芳夫経団連国際経済部次長）『CBCニュース』第1号、1989年10月
- 「危険な曲がり角にきた日米関係」（本間長世・東大教授と対談）『国際経営フォーラム』　No.1、神奈川大学国際経営研究所、1990年
- 「寄付の心」ジャパンタイムズ出版PR誌『CUE』1990年5～6月号
- 「アメリカの企業寄付」（社会福祉事業研究開発基金助成研究報告書）、1990年6月
- 「アメリカ社会の”三重苦”と企業市民の役割」『労働法学研究会報』第1827号、総合労働研究所、1991年5月
- 「環境ビジネスの台頭－企業と生活者の共存を探る」＜福岡克也氏、北側一雄氏と鼎談＞『公明』1991年7月号
- 「公益法人にとって広報とは」『公益法人』1991年8月号
- 「社会と共生を図る企業広報とは」『ぜんにっくう』1991年10月号、全日本空輸
- 「時代が企業市民への脱皮を求めている」『世論時報』1991年11月号
- "The Japan-U.S. Balance of Communication," Jounal of Japanese Trade & Industry, November and December 1991, The Japan Economic Foundation
- 「テーマは地球環境、そして社会貢献」＜座談会＞『電通報』1992年1月
- 「アメリカ企業の栄光と苦悩－『よき企業市民』への条件」『ABLE』（北九州活性化協議会情報誌）1992年1月
- 「国際社会にどう参加すべきか」＜福川伸次・神戸製鋼所副社長と対談＞『Global Citizenship』1992年新春号、海外広報協会
- 「退職後の健康管理とボランティア活動」＜高田和美・産業医科大学教授と対談＞『How To　健康管理』1992年2月号
- 「アメリカ企業市民の栄光と苦悩－日本における5つの誤解を解く」『サリクレール』（サイギン総合研究所）、1992年2月号
- 「企業市民としての地域社会への貢献」＜石田明社長との対談＞『大日本スクリーン株主通信』1992年春号
- 「実り多かったカンザス大学研修－初の海外研修に定員3倍の応募」『宮陵』第41号、社団法人宮陵会、1992年3月
- 「『企業市民』を生み出すアメリカの土壌」『21世紀フォーラム』No.46（政策科学研究所）1992年12月号
- 「生涯青春講座・豊かなシニアライフ・フォーラム」＜講演記録・全面広告＞『日本経済新聞』1993年3月30日
- 「麻薬・犯罪・教育と戦うアメリカ企業の社会貢献」『就職解体新書』（学徒援護会）1993年
- 「企業市民の時代－新しい経営戦略としてのフィランソロピー」『こうぎょう』大阪工業協会、1993年5月号
- 「『環境問題』は、企業の手によってしか進められない」『プレジデント』1993年6月号
- 「『フィランソロピー』の表と裏」『世界と議会』1993年11月号、尾崎行雄記念財団
- 「ハイウエイと"養子縁組"し美化に励む」『産経新聞』1993年11月29日
- 「わたしの見たアメリカ企業」『ふれあい』1993年冬季号、納税協会連合会
- 「障害を持つアメリカ人法－エイズ感染者に対する差別も禁止」『経営フォーラム』第5号、神奈川大学国際経営研究所、1993年12月
- 「今こそ企業の社会的意義を問う」＜泉麻人氏と対談＞『ダイヤモンドジャーナル』1994年1月号
- 「企業の社会貢献」＜４回連載＞『まち・むら』1994年3月、あしたの日本を創る協会
- 「子供と高齢者を預かる米の企業」『産経新聞』1994年5月2日
- 「青少年とボランティア」＜４回連載＞『電通報』1994年6～8月
- 「宗教とボランティア」＜アルフォンス・デーケン上智大学教授・堀田力さわやか福祉推進センター代表と鼎談＞『さぁ、言おう』1994年5月号、さわやか福祉推進センター
- 「揺れるボランティア評価」『悠』1994年6月号、ぎょうせい
- 「アメリカ企業の社会貢献活動」『Sunday Journal－ぐんまの総合情報誌』1994年6月19日号
- 「公益法人こそ魅力と活力の源泉」『公益法人』1994年8月号
- 「不況期に見習うべき米の制度」『産経新聞』1994年8月8日
- 「日本企業は『市民』となり得るのか？」『ＥＳＰ』1994年9月号
- 「今なぜボランティアなのか－時代背景を考える」『学校運営研究』1994年9月号
- 「企業市民の時代のまちづくり」『平成５年度まちづくりゼミナール講義録』（埼玉総合研究機構）、1994年11月
- 「『コミュニケーション力』と『論理的な思考力』」『学問への誘い』1995年度版、学校法人神奈川大学広報委員会、1994年12月
- 「企業フィランソロピーの真髄を探る」『月刊フィランソロピー』1995年1月号
- 「変わる企業の社会貢献とボランティア」＜座談会司会＞『電通報』1995年1月2日
- 「書評：小浜正幸著『よき企業市民への発進』」『産経新聞』1995年4月18日
- 「インディペンデント・セクター」『公益法人』1995年5月号
- 「米国フィランソロピーの現状とＣＢＣＣへの期待」『Stakeholders』1995年夏号
- 「成熟社会へのフィランソロピー」『経営と道徳』1996年2月号、モラロジー研究所
- 「2001年の企業広報に向けて」『企業広報』1996年4月号
- 「企業と地域社会のパートナーシップ」『企業環境』1996年4月号、国民経済研究協会
- 「『一所懸命』から『二所懸命』の時代」『月刊パンプキン』1996年10月号
- 「国際ボランティア貯金について」＜インタビュー＞『クローバー』1996年11月、国際ボランティア貯金普及協会
- 「21世紀の企業とフィランソロピー」＜インタビュー＞『信用金庫新聞』1997年1月1日号
- 「米国の企業は、高齢化・バリアフリーにどう対応しているか」『時代感触』（茨城県経営者協会）1997年3月
- 「現地社長の地域社会貢献－コミュニティ・リレーションズの進め方」『日外協Monthly』1997年4月号
- 「学校教育とボランティア」＜インタビュー＞『日本教育新聞』1997年6月28日
- 「地域の活性化とボランティア」『地方議会人』1997年8月号
- 「NPOは社会の魅力と活力の源泉」『Business Research』1997年11月号
- 「パネルディスカッション　21世紀型成功企業の実現に向けて」『企業環境』1998年4月号
- 「金融ビッグバンに信金はどう取り組む」（村本孜・成城大学教授と対談）『日本工業新聞』1998年6月24日
- 「従業員の権利は今」『Stakeholders』No.42、海外事業活動関連協議会機関誌1998年12月
- 「予知されていた阪神・淡路大震災」『えひめ雑誌』愛媛新聞社、1999年1月
- 「社会貢献活動の考え方と信用金庫－外国の事例を参考にしながら」『信用金庫』1999年2月号
- 「日本企業の不祥事と行動規範－"一流企業"と"一流社員"の落とし穴」『国際経営フォーラム』No.10、神奈川大学国際経営研究所、1999年3月
- 「教育者に求められる『未来』への洞察力」『神奈川大学教職課程通信』第16号、1999年3月
- 「ボランティアを当たり前とする社会が活力のある日本を創る」『ON THE LINE』（KDD株式会社広報室発行）、1999年4、5月号
- 「信用金庫の社会貢献への6つの視点－第2回信用金庫社会貢献賞の審査を終えて」『信用金庫』1999年7月号
- 「日本型ボランティアと行政」『市政』（全国市長会）2000年2月号
- 「アンケート全般について学生の皆さんへ」神奈川大学経営学部編『異論・反論・サジェスチョン－経営学部関係教員から寄せられた感想や意見』2000年5月
- 「生涯にわたるボランティアの芽を育成」『大学とボランティア－スタッフのためのガイドブック』財団法人内外学生センター、2001年
- 「ワンポイントNPO講座－市民公益活動は『民主主義の学校』」『のたろん』横須賀市立市民活動サポートセンター、2001年1月4日
- 講演記録「２１世紀を生きる勇気と知恵」『北斗－創立百周年記念号』No.47、愛媛県立松山北高等学校、2001年3月
- 「アメリカ企業の栄光と苦悩－『よき企業市民』への条件」『ABLE』財団法人北九州活性化協議会、2002年1月
- 「高田和美のニコニコトーク：退職後の健康管理とボランティア活動」『How to 健康管理』2002年2月号、社会保険法規研究会
- 「社会的有用労働への対応」『市民活動を支える社会的有用労働－有用労働に関する研究会報告書』財団法人勤労者リフレッシュ事業振興財団・勤労者ボランティアセンター、2002年3月
- 「『社会的有用労働』の自立への支援」『市民活動を支える社会的有用労働－有用労働に関する研究会報告書』財団法人勤労者リフレッシュ事業振興財団・勤労者ボランティアセンター、2002年3月
- 「企業文化、次世代への視線」『KAJIMA』2003年11月号、鹿島建設株式会社
- 「企業とフィランソロピー」『ANONA』2003年11月号、京都中央信用金庫
- 「本当の企業市民とは？」『生活起点』2004年1月号、セゾン総合研究所
- 「信用金庫の社会貢献活動に思う－”協働”の核となることを望む」『信用金庫』2004年7月号、全国信用金庫協会
- 「NPO最前線－行政任せの夢覚めよ」『神奈川新聞』2004年7月4日
- 「NPO最前線－勇気ある自治体切望」『神奈川新聞』2001年8月29日
- 「NPO最前線－源泉はNPOにあり－米の魅力と活力」『神奈川新聞』2004年10月24日
- 「NPO最前線－活動盛んな米国－奉仕と寄付が支えに」『神奈川新聞』2005年2月20日
- 「NPO最前線－耐震補強－地域ぐるみで推進を」『神奈川新聞』2005年4月10日
- 「アメリカのNPOの現状－法制度・税制・寄付文化」『非営利法人』2005年6月号、全国公益法人協会
- 「NPO最前線－七夕まつりに『タナー』をー新たな交流へ神大生企画」『神奈川新聞』2005年7月17日
- 「NPO最前線－マクナマラ氏に学ぶ－団塊世代への期待」『神奈川新聞』2005年9月4日
- 「NPO最前線－寄付－学ぶ点多い米の姿勢」『神奈川新聞』2005年10月19日
- 「NPO最前線－寺子屋に賭ける『夢』」『神奈川新聞』2005年12月11日
- 「21世紀を生きる勇気と知恵」『学士会報』2006年Ⅳ、学士会
- 「提言　日本再生は地方議会の大改革から」『非営利法人』2006年12月号
- 「第4回企業フィランソロピー大賞選考を終えて」『月刊フィランソロピー』2007年4月号
- 「巻頭言：社会の魅力と活力の源泉」『公益法人』2007年8月号、財団法人公益法人協会
- 「耐震補強の推進はNPOの力で」『非営利法人』2007年9月号
- 「提言：市民協働と”二所懸命”の勧め」『非営利法人』2008年10月号
- 「”変な人”が活躍できる場」『日本NPO学会ニューズレター』通巻38号、2008年12月
- 「地域活性化への”懸命”の取り組み」『第12回信用金庫社会貢献賞』2009年6月
- 「提言：マクナマラ氏の生き方に学べ」『非営利法人』2010年6月号
- 「『つなぐ力』で地域の連帯と活性化」『第13回信用金庫社会貢献賞』2010年6月
- 「最終講義ー松下幸之助から学びて、いま思う日本の行く末」『国際経営論集』神奈川大学経営学部、2011年3月
- 「松下幸之助から学びて、いま思う日本の行く末」『信用金庫』2011年6月号
- 「第9回日本ＮＰＯ学会賞受賞作品決定・総評」『日本NPO学会ニューズレター』2011年6月1日
- 「シリーズ・この国の未来：いつの時代も『変な人』が問題解決の突破口を開く」『先見経済』2011年6月1日号
- 「シリーズ信用金庫法制定60周年－『社会貢献』は人の為ならず」『信用金庫』2011年12月号
- 「日本の再生は信用金庫の『地域づくり』から」『信用金庫職員のための経済金融ガイド』2013年版、全国信用金庫協会
- 「横浜開催に至る経緯とご協賛への感謝」『ねむの木の子どもたちとまり子美術展』ねむの木の子どもたちとまり子美術展実行委員会、2014年3月

## 報告書・提言書・答申
委員長、座長、幹事長等として取りまとめて発表
- 『コミュニティ・リレーションズ－アメリカ社会の“よき企業市民”として』（日本在外企業協会・国際広報研究委員会、1988年5月）
- 『アメリカのコミュニティと企業フィランソロピー－その理解と参加のために』（日本貿易振興会・フィランソロピー研究会、1993年3月）
- 『アメリカのコミュニティと企業フィランソロピー－寄付とボランティアの実践』（日本貿易振興会・フィランソロピー研究会、1994年3月）
- 『ボランティアの世紀を迎えるために』（さわやか福祉推進センター・ボランティア活動評価・表彰研究会、1995年1月）
- 『勤労者のボランティア活動に関する調査研究』（(財)勤労者リフレッシュ事業振興財団・勤労者のボランティア活動に関する研究会、1995年3月）
- 『企業および労働組合による阪神・淡路大震災にかかわる被災地・被災者支援活動に関する調査研究報告書』（(財)勤労者リフレッシュ事業振興財団・阪神・淡路大震災関連の勤労者ボランティア調査研究会、1996年3月）
- 『魅力と活力ある社会をめざして－企業で働く人々のボランティア活動』（監修／東京ボランティア・センター、1996年3月）
- 『ボランティアに温かい「声援」と「拍手」を－ボランティア活動評価・表彰事例集』（(財)さわやか福祉財団・ボランティア活動評価・表彰研究会、1996年5月）
- 『市民活動で築く"魅力と活力"のひらつか』（平塚市市民活動推進研究会、1999年3月）
- 『共用品・共用サービスの普及、展開に関する手法調査（高齢者等のための来場者支援システム開発基礎調査）報告書－国際博における共用ルールの実現を目指してー』（(財)2005年日本国際博覧会協会・財団法人共用品推進機構、2000年3月）
- 『市民活動推進に関する提言書』（綾瀬市市民活動推進検討委員会、2002年2月）
- 『にのみや総合長期プラン（案）』（二宮町総合計画審議会、2002年11月）
- 『綾瀬市きらめき市民活動推進条例（素案）』（綾瀬市市民活動の推進に関する条例検討委員会、2003年12月）
- 『原子力災害時における住民行動マニュアル』（経済産業省原子力安全・保安院、2007年3月）

## 企画・編集・監訳・出版
- 『日本の活路』（アーノルド・J・トインビー著、国際PHP研究所、1974年）
- 『アメリカ議会と法案審議のしくみ』（経済広報センター、1981年）
- 『Japan Periodicals 1982: A Guide to Business and Economic Periodicals in English in Japan』（経済広報センター、1981年）
- 『Japan Periodicals 1985: A Guide to Business and Economic Periodicals in English in Japan』（経済広報センター、1984年）
- 『Japan Information Resources in the United States 1985』（経済広報センター、1985年）
- 『英文ニューズレター編集マニュアル－効果的な海外広報誌の作り方』（監訳、ジャパンタイムズ、1990年）

## 主な講演
- 「日米経済摩擦－その原点を考える」（1980年10月、トインビー市民の会）
- 「アメリカにおける広報の現状と日本企業の対応」（1983年1月、経済広報センター主催第12回海外広報セミナー／経団連会館ホール）
- 「日本の海外広報－5つの誤解」（1983年4月、経済倶楽部）
- 「高すぎる日本の郵便料金」（1983年11月、経済広報センター主催海外広報セミナー）
- 「英文活字の歴史と書体の使い方」（1985年4月、富士ゼロックス主催セミナー／新高輪ホテル飛天の間）
- 「英文広報誌制作の基本」（1985年10月、経済広報センター主催海外広報セミナー）
- 「海外広報のこころ」（1988年5月、総理府全国都道府県広報・広聴主管課長会議）
- 「アメリカの企業市民」（1988年9月、経団連会員企業総務部長懇談会）
- 「グローバル時代のコーポレート・コミュニケーション」（1990年1月、日本電気総合研修所）
- 「アメリカ企業のフィランソロピーの現状と展望」（1990年6月、公益法人協会）
- 「アメリカ企業の文化戦略と日本」（1990年7月、ソフト化経済センター）
- 「よき企業市民を目指して」（1990年9月、兵庫県シンポジウム／兵庫県公館）
- 「ソフト化時代の企業文化戦略」（1990年11月、アトランタ日本人商工会）
- 「英文国際比較統計集制作のポイント」（1991年3月、総理府統計局）
- 「公益法人にとっての広報とは」（1991年6月、公益法人協会主催第8回公益法人シンポジウム）
- 「今、なぜフィランソロピーか」（1991年9月、国民政治研究会1500回記念政策研究会議）
- 「21世紀の企業理念と労働組合の役割」（1991年10月、セゾングループ労組ユニオンフォーラム）
- 「アメリカ企業の社会貢献活動」（1991年12月、全国社会福祉協議会全国ボランティ ア活動推進センター）
- 「米国企業とコミュニティ」1992年4月、朝日新聞社主催第２回海外朝日ビジネスセミナー）
- 「欧米における企業の社会貢献活動のあり方」（1992年10月、東京商工会議所）
- 「一人ひとりの社会貢献」（1993年2月、日本経済新聞社主催生涯青春講座洋上セミナー）
- 「フィランソロピーをどう進めるか－社会貢献・日本の役割」（1993年3月、郵便貯金振興会主催郵貯国際シンポジウム）
- 「日本の公益法人に未来はあるのか？」（1993年10月、公益法人協会）
- 「21世紀の日本と世界」（1993年11月、愛媛大学教育学部附属小学校創立110周年記念講演）
- 「海外におけるボランティア活動」（1994年1月、慶應義塾大学社会貢献講座）
- 「国際社会とボランティア」（1994年3月、愛媛新聞社主催シンポジウム）
- 「21世紀へ向けての企業行動のあり方」（1994年4月、参議院産業・資源エネルギー調査会）
- 「高齢化社会における地域と企業の役割」（1994年9月、日本生命財団シンポジウム）
- 「企業フィランソロピーの真髄を探る」（1994年10月、日本フィランソロピー協会）
- 「企業戦略としてのフィランソロピー」（1994年11月、日本貿易振興会）
- 「日本社会におけるボランティアグループと米国の民間活動」（1994年12月、東京ボランティア・センター・シニアボランティア専門講座）
- 「阪神・淡路大震災の教訓と今後の課題－アメリカ社会の魅力と活力の源泉から考える」（1995年2月、勤労青少年協会）
- 「大震災におけるボランティア活動のあるべき姿」（1995年2月、大阪青年会議所）
- 「これからの教育の目指すもの」（1995年6月、宇都宮大学附属小学校初等教育公開研究発表会）
- 「グローバル・ビジネス・エシックスを目指して」（1996年7月、世界経済倫理会議）
- 「良き企業市民を目指して」（1996年8月、北海道ボランティアフェスタ）
- 「企業倫理の確立と監査役の役割」（1997年4月、日本監査役協会主催第44回監役全国会議／新高輪プリンスホテル国際館）
- 「ボランティアを高く評価する社会」（1997年5月、全国交通安全母の会連合会）
- 「郷里で考える明日の日本と世界」（1997年10月、愛媛銀行主催第64回ひめぎんセミナー）
- 「海外における企業市民のあり方」（1998年5月、NECユニバーシティ）
- 「明日の日本と世界を考える」（1998年10月、神奈川大学創立70周年記念文化講演会／松山）
- 「グローバルグループ経営におけるコーポレート・コミュニケーション」（1999年6月、オムロンCC委員会）
- 「海外広報のすすめ」（1999年11月、プラップジャパン主催第1回広報セミナー）
- 「21世紀を生きる勇気と知恵」（2000年10月、愛媛県立松山北高等学校創立100周年記念講演）
- 「総合計画とまちづくり」（2001年2月、二宮町総合学習センター）
- 「“企業市民”のほんとうの意味－このままでは日本の社会が危ない」（2001年5月、三菱地所本社）
- 「広報の基本－緊急時の住民広報」（2001年10月、核燃料サイクル開発機構主催原子力防災セミナー・東海村）
- 「生涯現役で元気に生きるために－109歳のボランティア」（2004年3月、神奈川高齢者生活協同組合主催「第2回どう生きる100歳時代」）
- 「松岡紀雄教授の最終講義－松下幸之助から学びて、いま思う日本の行く末」（2011年2月、神奈川大学横浜キャンパス・セレストホール）
- 「21世紀を生きる勇気と知恵」（2012年8月、横浜市立中学校校長会夏季研修会）
- 「男女のライフスタイルと経済」（2012年11月、内閣府・神奈川県共催「江ノ島会議2012・男女共同参画フォーラムin神奈川」
- 「『住育』は日本再生の突破口!!」（2013年3月、NPO法人住育コミュニティ創立10周年記念企画「住育コミュニティin東京」
- 「日本の活路をどう切り開くか？」（2013年11月、第60回愛媛県商工会議所議員大会記念講演）
- 「住民の力で地域と、そして日本の再生を－子どもたちが生まれてきてよかったと思える町づくりを」（2013年12月、横浜市旭区学校・家庭・地域連携事業実践交流会）
- 「企業市民の原点に戻り、今後のＣＳＲを考える」（2016年6月、日本フィランソロピー協会）
- 「松下幸之助から学びて、いま思う日本の行く末」（2016年7月、松下政経塾）